# عنکبوت‌های غارنشین درنده
عنکبوت‌های غارنشین درنده (انگلیسی: Trogloraptor) سرده‌ای از عنکبوت‌ها هستند که در غارهای جنوب غرب اسالات اورگن آمریکا زندگی می‌کنند.